# 石安県
石安県（せきあん-けん）は中国にかつて存在した県。
現在の陝西省咸陽市渭城区窯店街道に相当する。

## 経緯
南北朝時代、後趙の石勒により石安県が設置された。583年（開皇3年）、隋代により廃止された。